# FinComBank
FinComBank este o bancă comercială din Republica Moldova, înființată în 1993. A fost deținută în trecut de Oleg Voronin.
În 2020, banca avea o cotă de 3,8% pe piața bancară moldovenească.